# Angophora
Angophora es un género con 10 especies de árboles o arbustos de gran tamaño de la familia de las (Myrtaceae), nativa del este de Australia.  Se encuentra muy relacionado con los géneros Corymbia y Eucalyptus, y todos ellos se denominan normalmente "eucaliptos".

## Descripción
Uno de sus rasgos diferenciales de las Angophora es que tienen hojas opuestas además de alternas, y en los frutos les falta una capa de cierre denominada Operculum. Angophora presenta también un fruto con unas costillas pronunciadas, mientras que el fruto de Eucalyptus normalmente es de apariencia más suave.
Las especies de este género varían su apariencia desde formas arbustivas, tal como el manzano enano (Angiophora hispida), a árboles de gran porte que alcanzan alturas de 30 m. La corteza es áspera y escamosa. Las hojas son lanceoladas de un color verde oscuro. Las flores son de un color blanco cremoso y crecen en grandes inflorescencias.

## Etimología
La palabra Angophora procede de la palabra griega ἄγγος, angos, que significa "copa" o "jarrón"', y φορός, phoros, "portador" : con esto se hace referencia a la forma en copa de los frutos que presentan los miembros de este género.

## Especies
Algunas de las especies más conocidas de Angophoras son:
- Angophora bakeri (manzano de hojas estrechas).
- Angophora floribunda (manzano de corteza rugosa). Un árbol de gran porte con las hojas siempreverdes que se encuentra en Nueva Gales del Sur, Queensland y Victoria, con las ramas retorcidas, las hojas coriáceas y racimos de flores de color crema en el extremo de las ramas que surgen en verano.
- Angophora costata (manzano de corteza blanda o gomero rojo de Sídney). Un árbol de tamaño mediano robusto con los ramas retorcidas, las flores color crema y la corteza lisa abigarrada, que es anaranjada en verano y rosa grisácea en invierno. Se encuentra comúnmente creciendo en las grietas de la piedra arenisca.
- Angophora exsul especie amenazada; se le conoce un área reducida de distribución en Gibraltar Rock, Nueva Gales del Sur. Alcanza una altura de 8 m. La parte terminal de la inflorescencia es compuesta.
- Angophora hispida (manzano enano): anteriormente conocido como Angophora cordifolia, arbusto resistente y de gran tamaño presenta racimos de flores blancas, hojas con forma de corazón y pelos rojos en la corteza. Los árboles jóvenes, incluso rojiza.
- Angophora inopina, especie vulnerable, mide hasta 8 m.
- Angophora lanceolata (gomero hoja de mirto).
- Angophora robur, especie vulnerable.
- Angophora subvelutina.
- Angophora woodsiana.

## Estudios moleculares
Estudios recientes indican que Angophora se encuentra más próximo y relacionado con Eucalyptus que al género Corymbia, y los nombres de todas las especies se han publicado incluidas en ese género.